# Akçaşehir, Karaman
Akçaşehir là một thị trấn thuộc thành phố Karaman, tỉnh Karaman, Thổ Nhĩ Kỳ. Dân số thời điểm năm 2011 là 2.372 người.